# Snareseilanden
De Snareseilanden zijn een eilandengroep op zo'n 200 km afstand van het Zuidereiland van Nieuw-Zeeland. De eilandengroep bestaat uit North East Island, Broughton Island en de Western Chaineilanden. De oppervlakte van de Snareseilanden is 3,5 km².
De eilandengroep werd ontdekt op 23 november 1791 tijdens de Vancouver Expedition, onder leiding van kapitein George Vancouver op de HMS Discovery en de HMS Chatham onder leiding van William R. Broughton. De eilanden waren reeds bekend bij de Maori, die de eilanden Tini Heke noemden en het grootste eiland Te Taniwha ("het zeemonster").
In tegenstelling tot andere Sub-Antarctische eilanden, die in de negentiende eeuw veel te maken kregen met walvisvaart en jacht op zeehonden, zijn de Snareseilanden ongeschonden gebleven.
De eilanden zijn de thuishaven voor enkele endemische vogelsoorten zoals de Snareskuifpinguïn (Eudyptes robustus) en de Snaressnip (Coenocorypha aucklandica heugli), maar ook van endemische ongewervelden. North East Island is sterk bebost en is een van de belangrijkste broedplaatsen van de grauwe pijlstormvogel (Puffinus griseus). Tijdens het broedseizoen (november-april) zijn er zo'n 3 miljoen exemplaren op de eilanden te vinden.
De eilanden worden beschermd en toegang ertoe is meestal verboden.
Het gebied vormt een van de vijf Nieuw-Zeelandse Sub-Antarctische eilandengroepen en behoort tot het werelderfgoed van de UNESCO. Het werd door de commissie voor het Werelderfgoed in 1998 toegevoegd aan de werelderfgoedlijst.

## Afbeeldingen

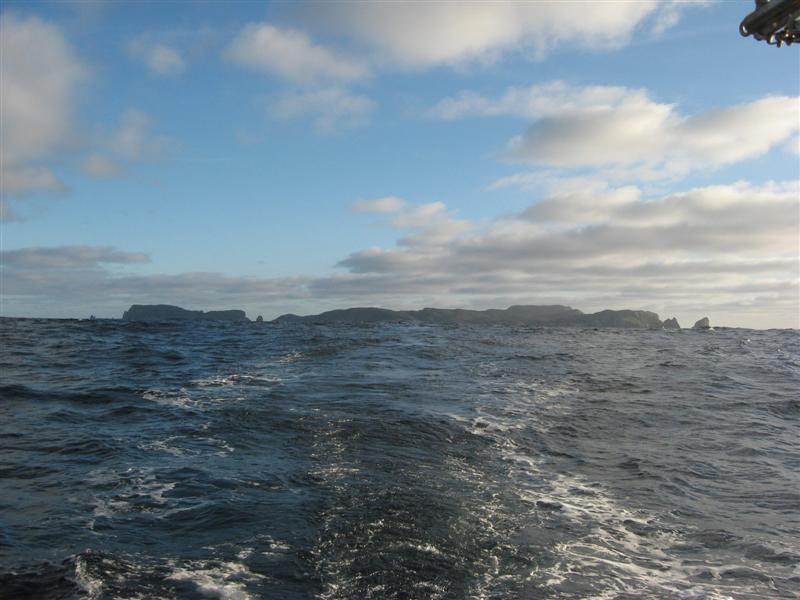
De Snareseilanden vanuit het noordoosten
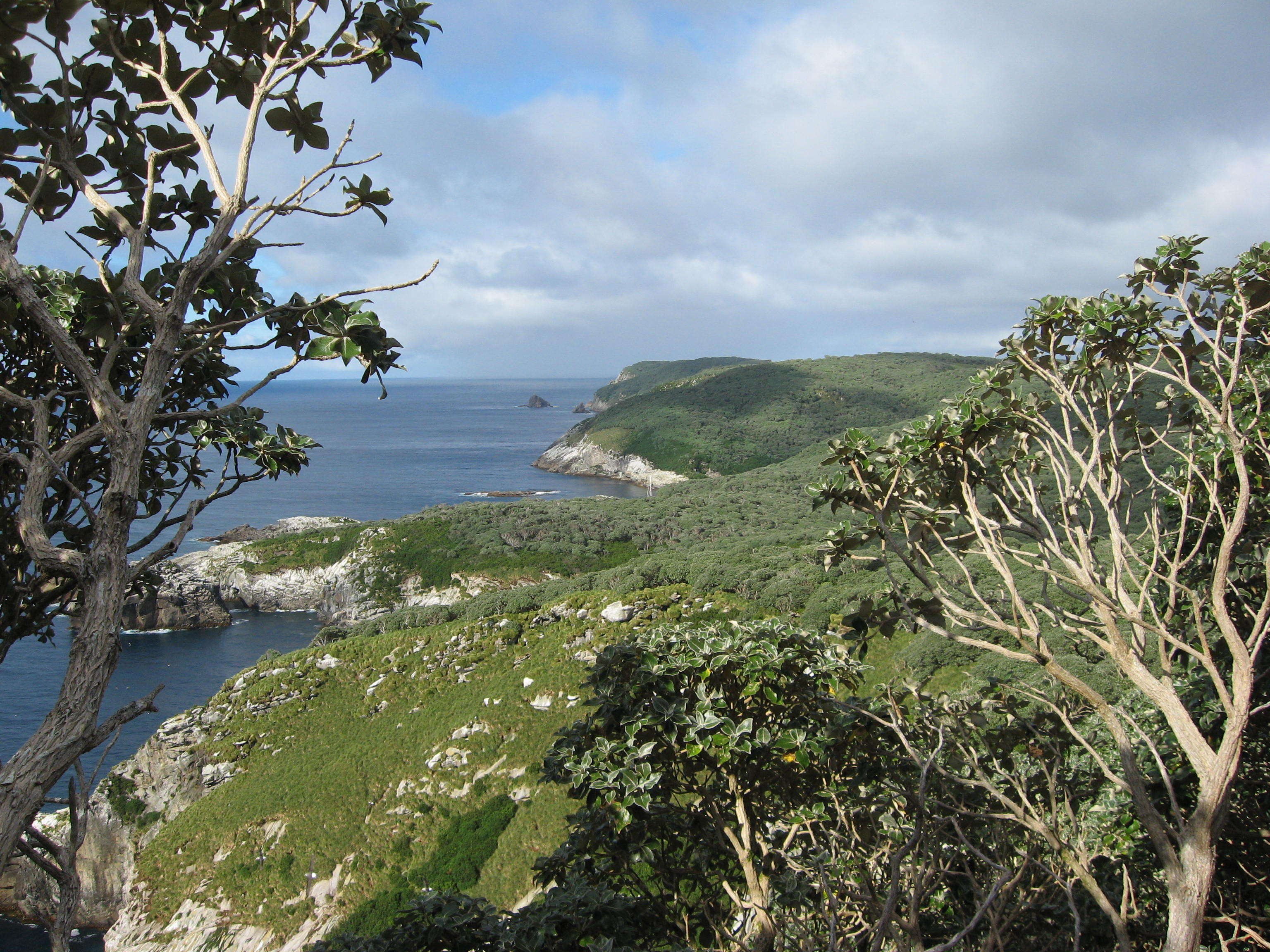
De Snareseilanden vanuit het zuiden
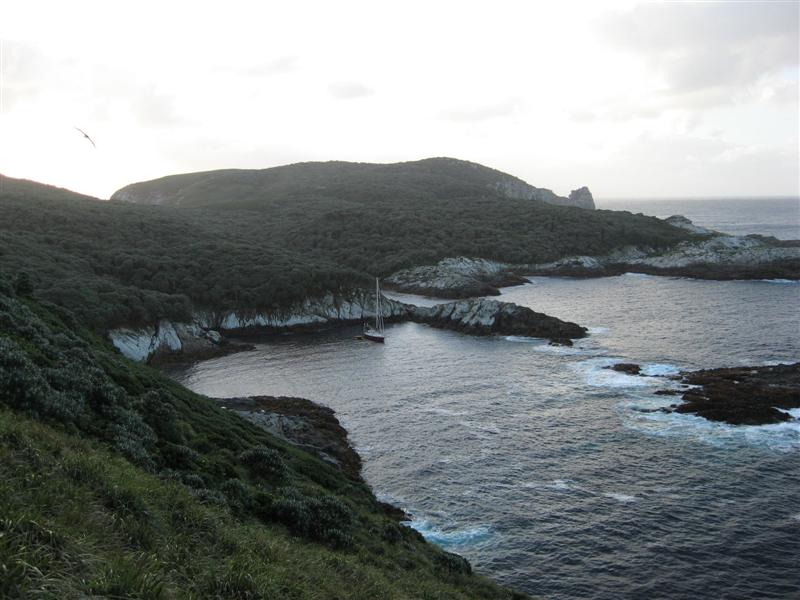
HoHo Bay
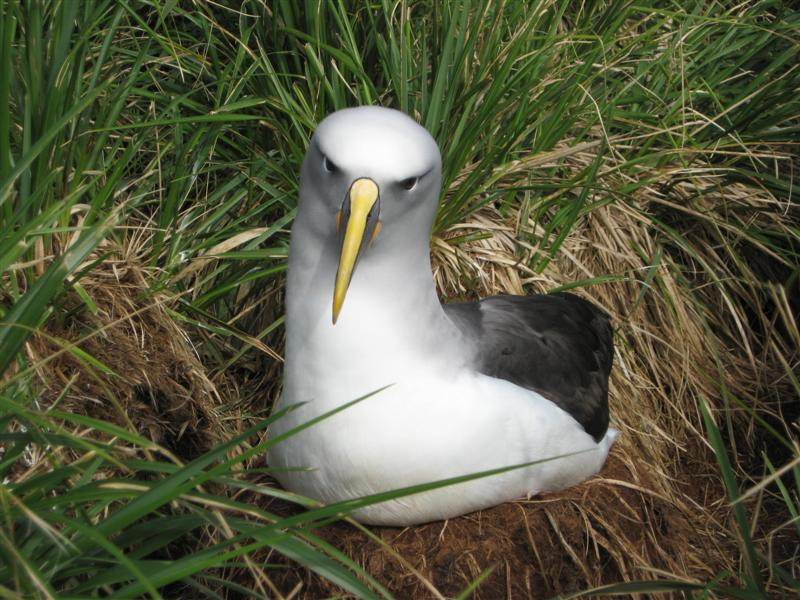
Albatros in zijn broedplaats

- Library of Congress Control Number: sh85123741
- Nationale Bibliotheek van Israël: 987007551053105171
- Virtual International Authority File: 315530813